# I cani della peste
I cani della peste (The Plague Dogs) è il terzo romanzo scritto da Richard Adams, autore de La collina dei conigli.

## Trama
Protagonisti sono due cani, Rowf e Snitter, appartenenti ad un progetto sperimentale e vissuti a lungo in gabbia, in un laboratorio di vivisezione - di cui vengono denunciate le condizioni al limite della sopravvivenza. Snitter giudica il mondo e l'uomo dal punto di vista del cucciolo che ha conosciuto un legame positivo con la figura del padrone, essendo stato allevato in casa ed avendo a lungo interagito con la specie umana. Rowf è più diffidente, conoscendo soprattutto i personaggi che si muovono nel laboratorio stesso. Sfruttando un'occasione favorevole, sfuggono da quello che si rivela un vero e proprio orizzonte concentrazionario per cercare una vita diversa nelle brughiere dello Yorkshire, dove incontrano uomini ed animali che entrano in contatto con loro in una On the Road etologica e caricaturalmente dialettale.

## Edizioni in italiano
- Richard Adams; I cani della peste, traduzione di Pier Francesco Paolini, Rizzoli, Milano 1978
- Richard Adams; I cani della peste, traduzione di Pier Francesco Paolini; disegni di A. Wainwright, Biblioteca universale Rizzoli, Milano 1987